# Egy komisz kölök naplója
Ojan üres vagyok belül, mint valami trombita.
Az Egy komisz kölök naplója című humoros regény magyarul 1918-ban jelent meg először. A mű eredete és eredetije sokáig rejtély volt. Az Uránia Könyvkiadó nem tüntette fel a szerzőt. Ugyanakkor a külső és a belső címlapon is ez a szöveg található:
»Fordította: Karinthy Frigyes«.
A regény egy – a tizenkilencedik századi Amerikában játszódó – naplóformájú történet, amiben egy bizonyos Hakker (vagy Hacker) Bandi írja meg rosszalkodásainak, csínyjeinek, galádságainak és ballépéseinek számára nem, az olvasónak viszont kacagtató történetét, természetesen gyalázatos helyesírással. Az egymással lazán összefüggő epizódok a Mark Twain által is ábrázolt kisvárosi Amerikát érzékeltetik a háttérben.

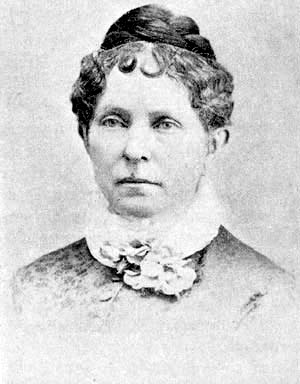
Metta Victoria Fuller

A könyv – köszönhetően Karinthy zsenialitásának is – sikeres volt, és 1920-ban, majd 1943-ban újból megjelent, továbbra is a szerző neve nélkül.
Hogy ki írta a könyvet, sokáig nem tudta senki. Könnyű volt ezért kitartóan azt feltételezni, hogy álfordításról van szó, hogy a szerző Karinthy maga lenne. A fordító cáfolni ezt soha nem próbálta.
Egészen 1966-ig nem oszlott el a homály.
Akkor Pálvölgyi Endre bibliográfus az Egyetemi Könyvtár évkönyvében tette közzé kutatási eredményét, mely szerint a mű eredetije, A Bad Boy's Diary, egy 1831-1885 között élt amerikai írónő, Metta Victoria Fuller műve, és egy folyóiratközlés után 1880-ban már könyvalakban is megjelent (már akkor is a szerző neve nélkül), egy későbbi kiadás viszont Walter T. Gray álnév alatt.
A modern magyar kiadás Hegedűs István („hihi”) illusztrációival jelent meg 1981-ben (Móra Kiadó).

## Magyarul
- Egy komisz kölök naplója; ford. Karinthy Frigyes; Uránia, Bp., 1918
- Egy komisz kölök naplója; ford. Karinthy Frigyes, ill. Farkas László; Uránia, Bp., 1920
- Metta Victoria Victor: Egy komisz kölök naplója; ford. Karinthy Frigyes, ill. Hollán Mária; Aczél, Bp., 1943
- Egy komisz kölök naplója; a magyar gyerekek számára átdolgozta Karinthy Frigyes, ill. Hegedüs István; Móra, Bp., 1981
- Egy komisz kölök naplója; átdolg. Karinthy Frigyes; Kávé, Bp., 1997 (Cappuccino-könyvek)